# B 1908 Amager
Maillots
Le Boldklubben 1908 Amager est un club de football danois basé à Copenhague.

## Historique
Le club est fondé en 1908. 
Il atteint la première division nationale en 1940 ; il reste à ce niveau durant 4 saisons avant d'être relégué en 2e division.

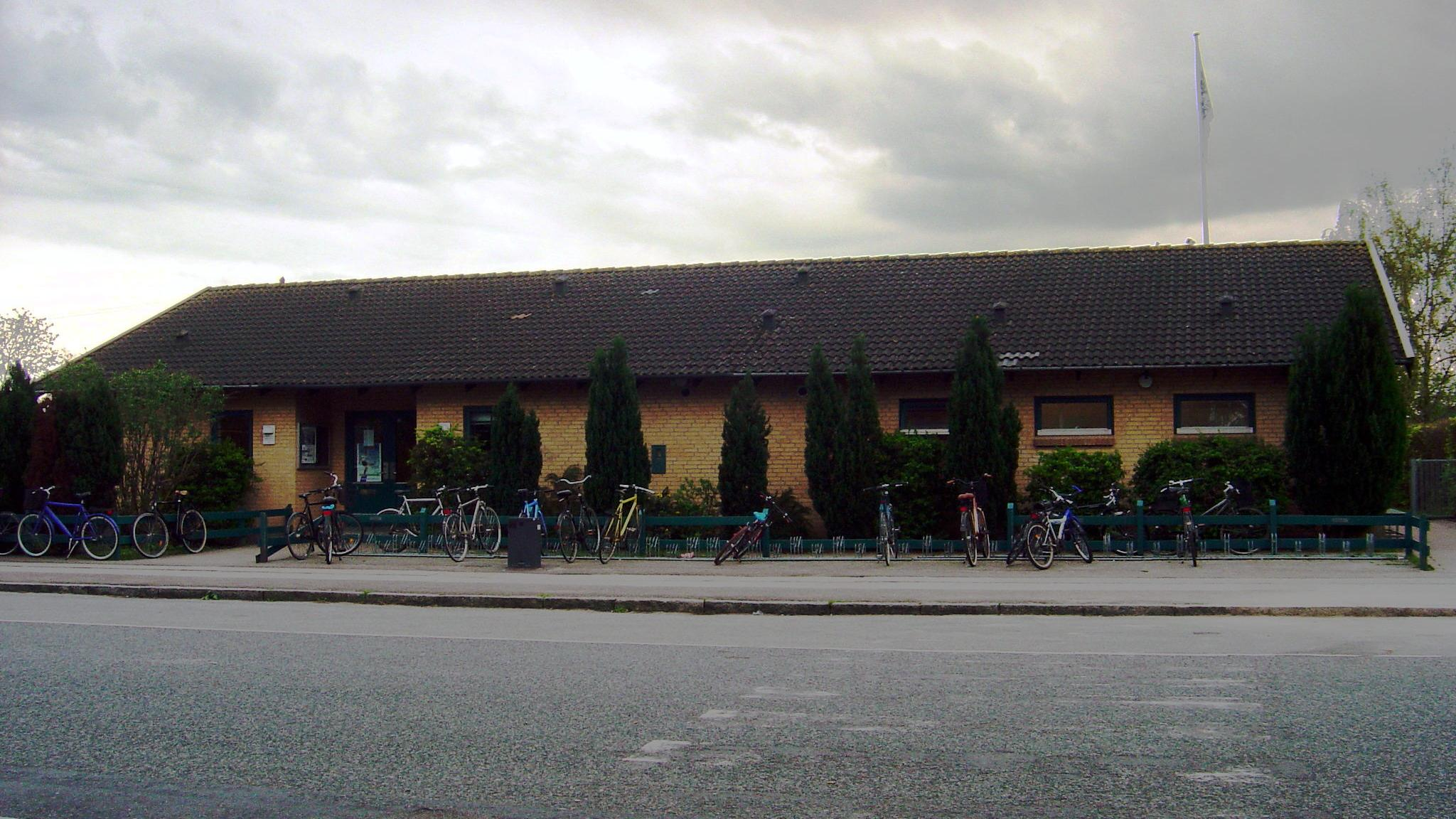
Siège du B 1908 Amager